# Pamukkale Üniversitesi

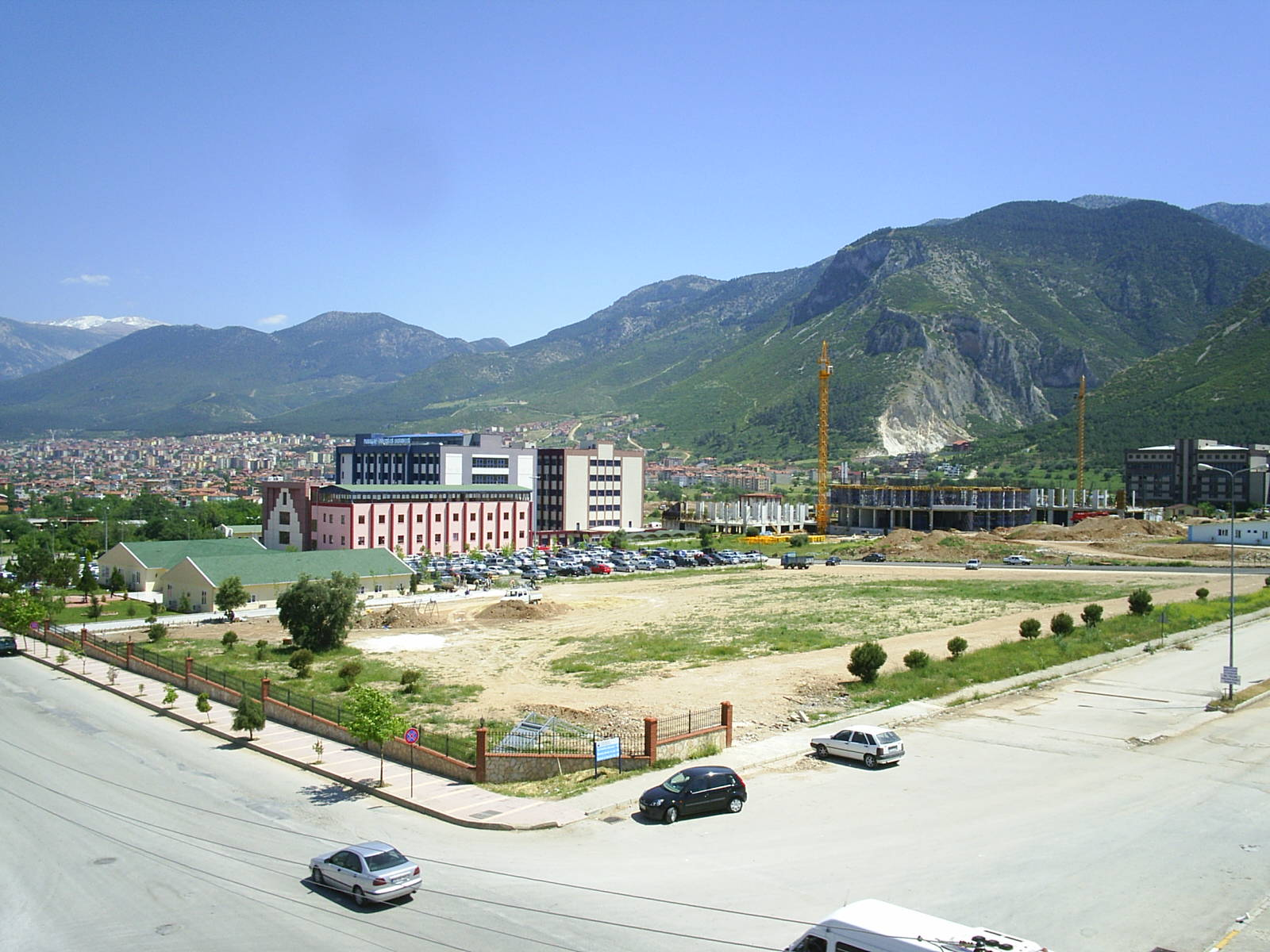
Medizinische Fakultät

Die Pamukkale-Universität (türkisch: Pamukkale Üniversitesi) ist eine türkische staatliche Universität, die 1992 in Denizli gegründet wurde. 
 
Zwischen der Pamukkale-Universität und mehreren deutschen Universitäten und Hochschulen bestehen partnerschaftliche Beziehungen, so zum Beispiel mit der Fachhochschule Südwestfalen, der Fachhochschule Osnabrück, der Universität Leipzig und der Universität Bielefeld. Mit mehreren Fachbereichen der Fachhochschule Südwestfalen werden jährlich Studentenaustausche durchgeführt, ebenso mit Einrichtungen aus den USA.